# Каныгин, Александр Васильевич
Александр Васильевич Каныгин (10 января 1936 — 28 января 2020) — советский и российский геолог, доктор геолого-минералогических наук (1987), профессор (1988), член-корреспондент Российской академии наук (1991) по специальности «геология нефти», секция наук о Земле. Специалист в области палеонтологии, стратиграфии, палеобиогеографии, палеоэкологии, эволюционной биологии, региональной геологии Сибири, автор и соавтор более 300 научных публикаций, в том числе 2 персональных и 9 коллективных монографий.

## Биография
Родился 10 января 1936 года в Омске, в 1960 году окончил геологический факультет Московского государственного факультета им. М. В. Ломоносова.
В 1960—1962 годах работал в геолого-съёмочной партии Новосибирского территориального геологического управления. 
В 1962 году поступил в аспирантуру Института геологии и геофизики СО АН СССР. 
В 1965 году защитил кандидатскую диссертацию, в 1987 — докторскую диссертацию. 
Вся его творческая жизнь связана с этим институтом, где он прошёл путь от младшего научного сотрудника до главного научного сотрудника института (2009). А. В. Каныгин руководил лабораторией микропалеонтологии(1975—1995), палеонтологии и стратиграфии палеозоя (1995—2009), занимал пост научного руководителя отдела палеонтологии и стратиграфии Института геологии и геофизики СО АН СССР (с 1992 года — Институт геологии нефти и газа Объединённого института геологии, геофизики и минералогии, с 2006 года — Институт нефтегазовой геологии и геофизики имени А. А. Трофимука СО РАН) с 1987 года.
Профессор (1988), заведующий кафедрой исторической геологии и палеонтологии (с 1999 года) Новосибирского государственного университета.
Скончался 28 января 2020 года. Похоронен на Южном кладбище Новосибирска.

## Научная деятельность
Наиболее важные научные результаты получены Каныгиным при изучении остракод, биостратиграфии и палеогеографии ордовика Верхояно-Чукотской складчатой области, которые стали основополагающими для этого региона, по экостратиграфии, палеоэкологии, палеобиогеографии Сибирской платформы, региональной геологии Западной Сибири.
А. В. Каныгин был одним из организаторов и наиболее активных разработчиков нового поколения региональных стратиграфических схем позднего докембрия и фанерозоя Сибири, что позволило обеспечить современной кондиционной стратиграфической основой геолого-съемочные, поисково-разведочные и другие виды регионально-геологических работ на этой территории.
С начала 90-х годов в рамках нового биогеологического направления А. В. Каныгин разрабатывал концепцию экологических закономерностей эволюции биосферы. С этих позиций им дано обоснование причин и эволюционных последствий ордовикского феномена взрывного роста биоразнообразия, доказана уникальность этого периода как переломного этапа в эволюции биосферы, когда впервые сформировалась глобальная трофическая система в океаническом секторе биосферы и возникли геологические и биологические предпосылки массовой колонизации суши в последующие эпохи.

## Последние публикации
- Каныгин А. В. Проблемы реформирования Международной стратиграфической шкалы с позиции эволюции экосистем (на примере нижнего палеозоя) // Геология и геофизика. — 2011. — Т. 52. — С. 1349—1366.
- Каныгин А. В., Терлеев А. А., Симонов В. А., Токарев Д. А., Ступаков С. И. Геологические и палеонтологические свидетельства раннекембрийских экосистем гидротермального типа (пример из колчеданного Кызыл-Таштыгского рудного поля, Тыва) // Вестник Института геологии Коми НЦ Уро РАН. — 2011. — № 5. — С. 7—12.
- Маслова О. А., Ядренкина А. Г., Каныгин А. В. Муктэйский горизонт ордовика Сибирской платформы: палеонтологическое обоснование, распространение, корреляция разрезов // Геология и геофизика. — 2014. — Т. 55, № 8. — С. 1247—1262.